# IC 2676
IC 2676 ist eine Spiralgalaxie vom Hubble-Typ S im Sternbild Löwe auf der Ekliptik. Sie ist schätzungsweise 878 Millionen Lichtjahre von der Milchstraße entfernt und hat einen Durchmesser von etwa 105.000 Lichtjahren.

Im selben Himmelsareal befinden sich u. a. die Galaxien IC 2648, IC 2673, IC 2680, IC 2702.
Das Objekt wurde am 27. März 1906 von Max Wolf entdeckt.